# Phare de Santa Clara
Pour l’article homonyme, voir Phare de Santa Clara (Açores).
Le phare de Santa Clara est un phare situé sur l'Île de Santa Clara dans l'entrée du port de Saint-Sébastien, donnant sur la Mer Cantabrique, dans la province du Guipuscoa (Pays basque) en Espagne. C'est un feu directionnel qui guide les bateaux dans le passage étroit vers le port.
Il est géré par l'autorité portuaire du Port de Pasaia .

## Histoire
Ce phare date de 1864. Il a été construit sur le site de l'ancienne chapelle du monastère de Saint-Barthélemy du 18e siècle. C'est une tour cylindrique en pierre de 10 m de haut, avec galerie et lanterne, attachée à la maison des gardiens de deux étages. L'édifice est peint en blanc avec des décors en pierre naturelle, le toit et la lanterne sont rouges. Il est érigé sur le sommet escarpé de cette petite île dans le chenal du port. L'île est accessible l'été par le ferry local. Le phare a été électrifié et automatisé en 1962.
Identifiant : ARLHS : SPA147 ; ES-00230 - Amirauté : D1482 - NGA : 1792 .
|                    |
| Île de Santa Clara |

|                    |
| Île de Santa Clara |